# Gus Moffat
Thomas Angus Moffat (Lanarkshire, 15 maggio 1948 – Windsor, 11 febbraio 2015) è stato un allenatore di calcio e calciatore scozzese, di ruolo centrocampista.

## Biografia
Nativo della Scozia, lasciato il calcio giocato si stabilisce a Windsor, in Canada.

## Carriera

### Club
Moffat entra a far parte delle giovanili del Southampton, lasciando i Saints l'anno dopo per tornare in Scozia, in forza al Motherwell.
Con i Well gioca tre stagioni nella massima serie scozzese, retrocedendo in cadetteria al termine della Scottish Division One 1967-1968.
Nel 1968 viene ingaggiato dagli statunitensi del Detroit Cougars, per disputare la prima edizione della North American Soccer League. Con il club di Detroit ottiene il quarto ed ultimo posto della Lakes Division.
Nella stagione 1968-1969 torna in patria per giocare nel Falkirk, con cui retrocede in cadetteria al termine del campionato.
Sceso di categoria passa al Dumbarton, con cui ottiene il settimo posto nella Scottish Division Two 1969-1970.
Nel 1971 torna in America per giocare con i canadesi del Toronto Metros, militandovi per tre stagioni e ottenendo come miglior piazzamento il raggiungimento delle semifinali nell'edizione 1973.
Tra il 1973 e 1977 gioca in alcuni club dilettantistici di Windsor, in Ontario.
Dal 1978 torna al calcio professionistico in forza al Detroit Express, franchigia in cui milita sino al 1980. Miglior piazzamento ottenuto con gli Express fu il raggiungimento dei quarti di finale nell'edizione 1978.
Nel 1981 passa ai Washington Diplomats, con cui non supera la fase a gironi della NASL.
Nel 1982 torna ai Detroit Express, che hanno lasciato la NASL per disputare l'American Soccer League; con gli Express vince l'edizione 1982, battendo in finale l'Oklahoma City Slickers.

### Allenatore
Lasciato il calcio giocato diviene negli anni '80 allenatore del club dilettantistico canadese del Roma di Windsor.

## Palmarès
- American Soccer League: 1

Detroit Express: 1982